# The Redskins
The Redskins sono stati un gruppo musicale inglese formato da tre "skinhead rossi" animati da passione politica che provarono a sensibilizzare l'opinione pubblica cercando di costruire un'opposizione sociale nell'era di Margaret Thatcher, attivandosi con la band in una serie di concerti e tour a favore dello sciopero dei minatori inglesi, contro il razzismo e l'apartheid.

## Storia
Chris Dean (che sotto il nome X Moore aveva una carriera parallela come giornalista di New Musical Express) e Martin Hewes formarono nel 1981 a York, in Inghilterra, la loro prima band, chiamata No Swastikas. Insieme al batterista Nick King, nel 1982 si trasferirono a Londra, cambiando il nome in The Redskins. Il gruppo era fortemente politicizzato e Chris, militante del Socialist Workers Party insieme al compagno Martin, portò le sue istanze di socialismo rivoluzionario nei testi musicali che proponeva.
Durante i primi concerti a Londra il loro look ed i loro testi fecero notizia. Ci furono interruzioni e botte durante i gigs e provocazioni di ogni tipo da parte degli skinhead di destra. Nel luglio 1982 realizzarono il loro primo singolo dal titolo Lev Bronstein. Qualche mese dopo venne introdotta nel gruppo una stabile sezione fiati. Nel 1983 uscì il secondo singolo, Lean On Me. I commenti della stampa specializzata furono entusiasti e Lean On Me venne definito come il miglior singolo inglese del 1983, fruttando ai The Redskins un contratto con la Decca Records all'inizio del 1984.
La carriera della band si sviluppò parallelamente al grande sciopero dei minatori (il più importante di tutta la storia sindacale inglese), che venne seguito dai The Redskins con una passione del tutto particolare. Uscì il singolo Keep On Keepin'On e fu un altro anthem dedicato all'orgoglio della classe lavoratrice.
Nel marzo 1985 uscì un altro singolo, Bring It Down. Nel frattempo ci fu il cambio di batterista: Nick King uscì dalla band e venne sostituito per un breve periodo da Steve White e poi definitivamente da Paul Hookham. A novembre dello stesso anno, i The Redskins organizzarono una serie di dodici date denominate Anti Apartheid Tour culminate con un happening finale a Londra al quale parteciparono Billy Bragg e Jerry Dammers dei The Specials. Uscirono nel giro di pochi mesi Kick Over the Statues! e The Power Is Yours.
Nel febbraio 1986, venne pubblicato il primo ed unico album dei The Redskins, Neither Washington Nor Moscow. Una dichiarazione, quella contenuta nel titolo, che evocava una "terza via" fuori dallo schema USA-URSS, impregnata di un socialismo internazionale che metteva al primo posto la solidarietà e l'emancipazione della classe lavoratrice.
Nel maggio 1986 venne realizzato l'ultimo singolo del gruppo, una nuova versione di It Can Be Done! (la prima è contenuta nell'album Neither Washington Nor Moscow).

## Formazione
- Chris Dean - voce, chitarra
- Martin Hewes - basso, voce
- Nick King - batteria (dal 1985 Paul Hookham)
- Sezione fiati
  - Ray Carless - sax
  - Kevin Robinson - tromba
  - Trevor Edwards - trombone

## Discografia

### Album in studio
- 1986 - Neither Washington Nor Moscow
- 1988 - Live

### Singoli
- 1982 - Lev Bronstein
- 1983 - Lean On Me
- 1984 - Keep On Keepin'On!
- 1985 - Kick Over the Statues
- 1986 - The Power Is Yours
- 1986 - It Can Be Done